# Gymnanthera cunninghamii
Gymnanthera cunninghamii là một loài thực vật có hoa trong họ La bố ma. Loài này được George Bentham mô tả khoa học đầu tiên năm 1868 dưới danh pháp Wrightia cunninghamii. Năm 1991 Paul Irwin Forster chuyển nó sang chi Gymnanthera.

## Phân bố
Loài này có tại Australia, bao gồm Lãnh thổ Bắc Úc, Tây Úc, Queensland.